# Réserve naturelle des marais d'Orti-Bottagone
La Réserve naturelle des marais d'Orti-Bottagone (en italien : Riserva naturale Palude Orti-Bottagone) est une zone naturelle protégée située sur la commune de Piombino, dans  la province de Livourne en Toscane,.
Les marais d'Orti-Bottagone ont également été désignés comme site d'importance communautaire.

## Description
Zone protégée couvrant une superficie d'environ 126 hectares, elle a été créée par la province de Livourne en 1998 et est située dans la zone côtière à l'est de Piombino, près de la Torre del Sale.
Le paysage de la réserve, un marais salant caractérisé par des étangs et des prairies humides, est celui qui a dominé la plaine du fleuve côtier Cornia (it) pendant un siècle.
Une oasis du WWF d'Italie est présente dans la zone depuis 1991, qui compte à ce jour 231 espèces d'oiseaux, notamment migrateurs, qui traversent ou nichent dans la réserve. En outre, la réserve a été proposée pour être incluse parmi les zones humides d'importance internationale (Convention de Ramsar),.

## Faune
L'oasis est particulièrement importante pour l'avifaune. En hiver on y trouve le canard colvert, le canard siffleur, le canard chipeau, le canard pilet, la sarcelle d'hiver, le canard souchet, le tadorne de Belon, le flamant rose, le héron cendré, la Grande Aigrette, l'aigrette garzette, le butor étoilé, le vanneau huppé, la bécassine des marais, le courlis cendré, le busard des roseaux, le faucon pèlerin.
Au printemps de nombreux migrateurss arrivent : la barge à queue noire, le combattant varié, le pluvier grand-gravelot, l'avocette élégante, le bécasseau, la buse, le bondrée apivore, le hibou des marais, le hibou moyen-duc, le rougequeue à front blanc, l'hirondelle. De plus, certaines espèces comme le butor, le butor nain, le héron pourpré, le busard des roseaux, la crécerelle, l'échasse blanche, l'avocette, la pie-grièche à poitrine rose et la lusciniole à moustaches sont rares comme nicheurs.
Parmi les mammifères : le renard, le porc-épic, la belette, la musaraigne commune, la musaraigne naine, le hérisson ; parmi les reptiles : la tortue des marais, la couleuvre à collier et le lézard vert.
Les amphibiens présents sont la rainette, le triton crêté, le crapaud commun, le crapaud vert ; enfin les poissons qui vivent dans l'oasis sont l' anguille, l'aphanius de Corse, la gambusia holbrooki, la carpe commune, le bar commun, le mulet doré, le syngnathe de lagune.

## Flore
Les salicornes et l'halimione sont présentes dans le marais salant, tandis que dans le marais d'eau douce la végétation est composée de joncs, roseaux, carex, orchidées des marais, renoncule aquatique et tamarix.

## Galerie

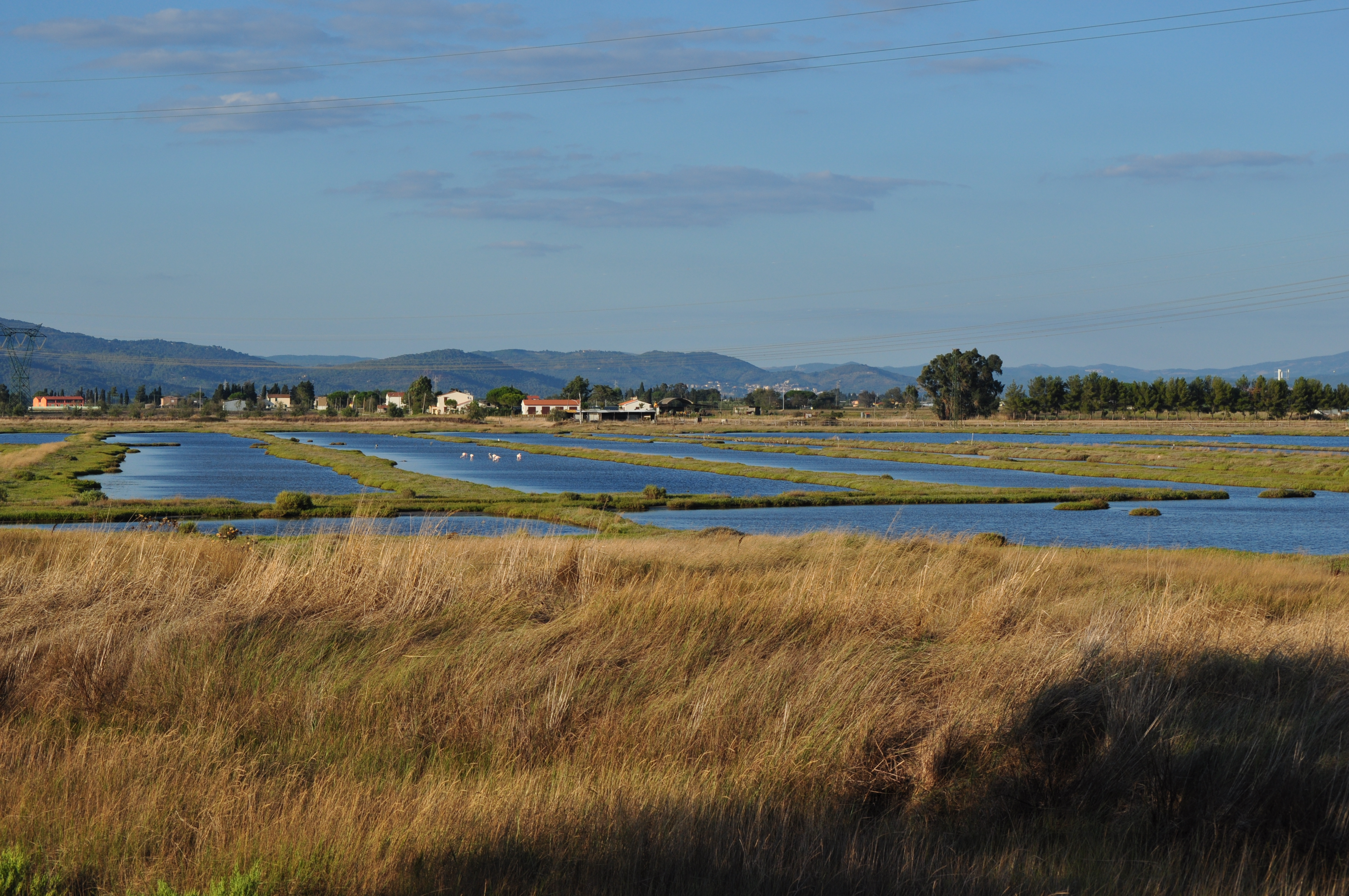
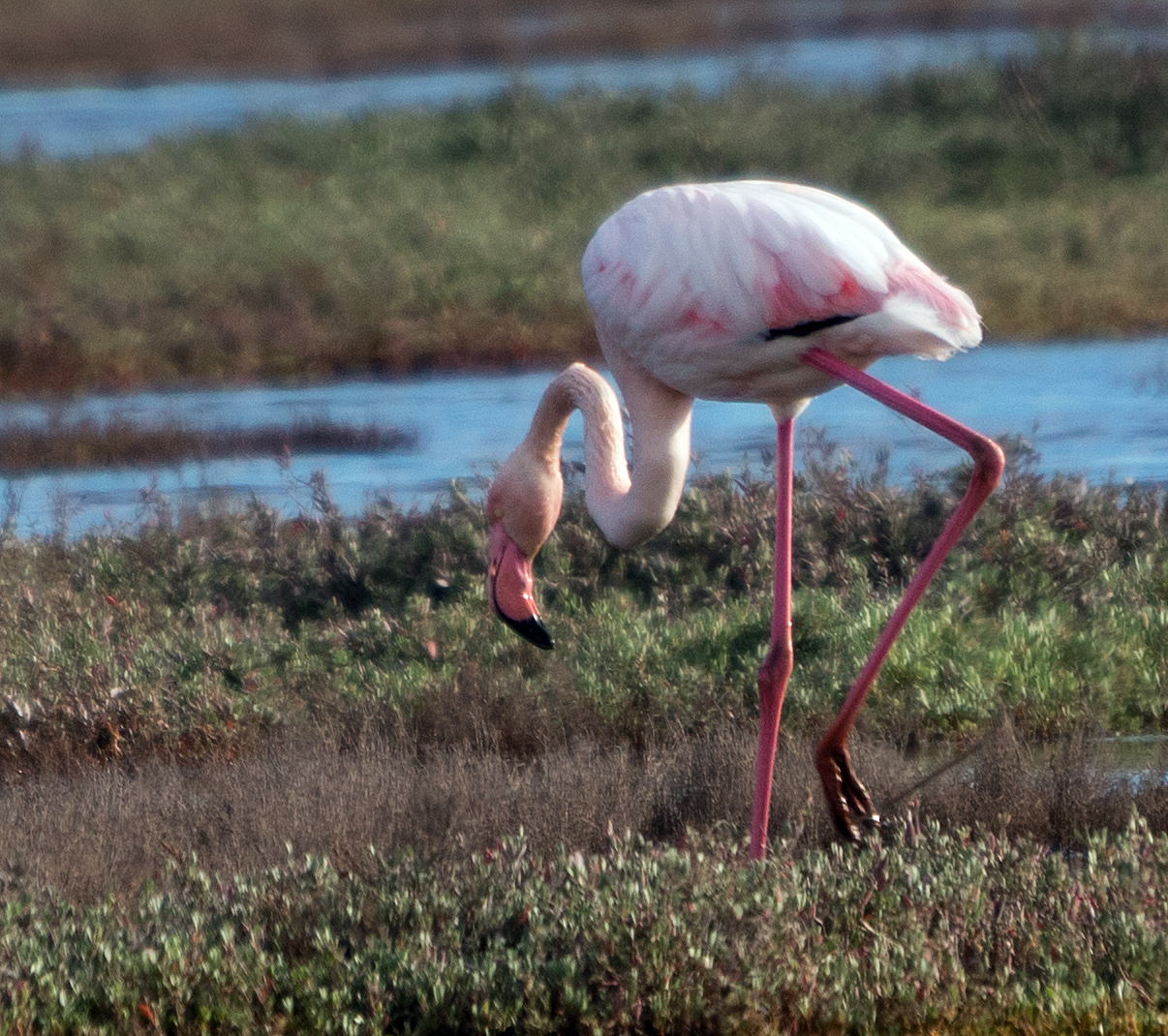
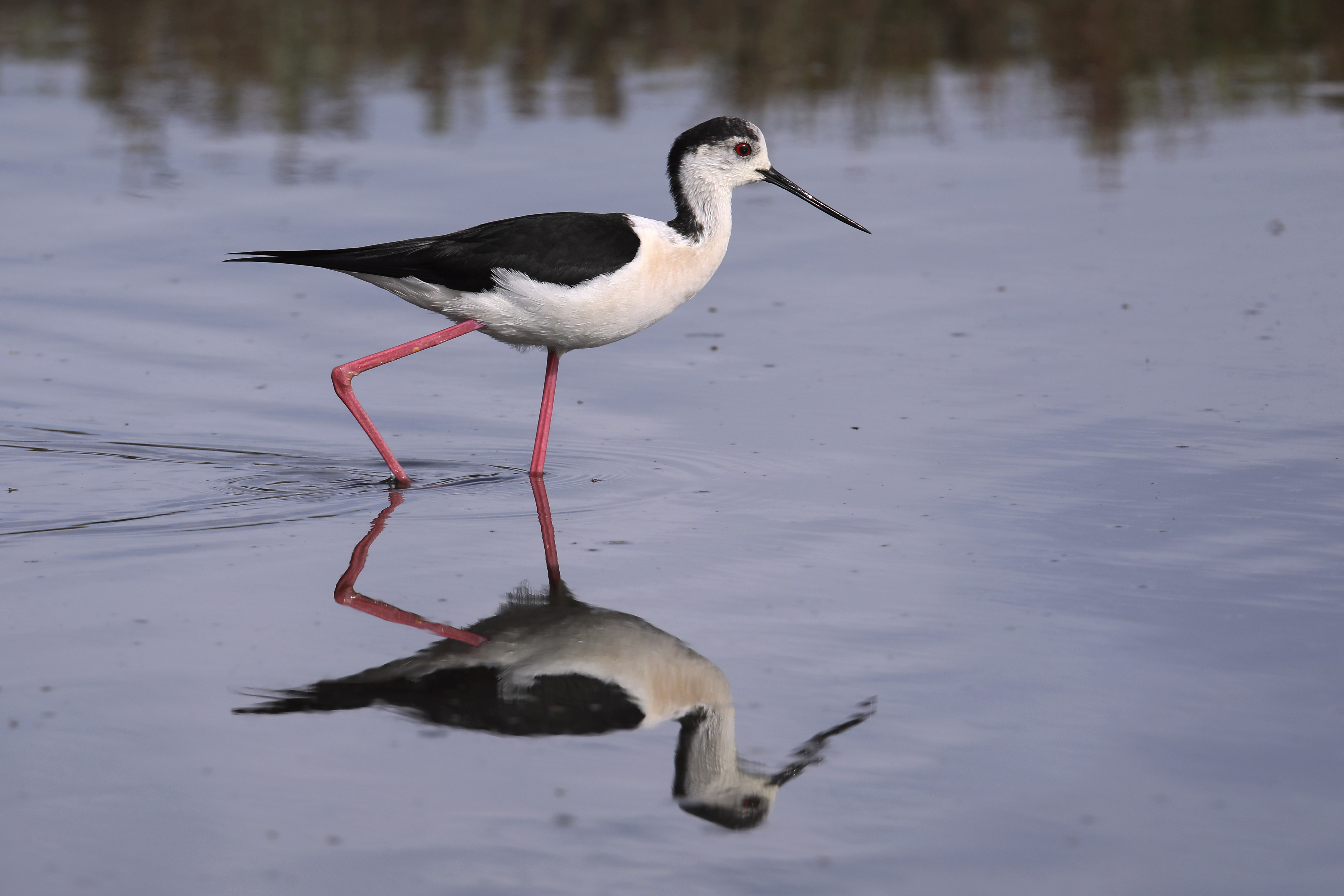
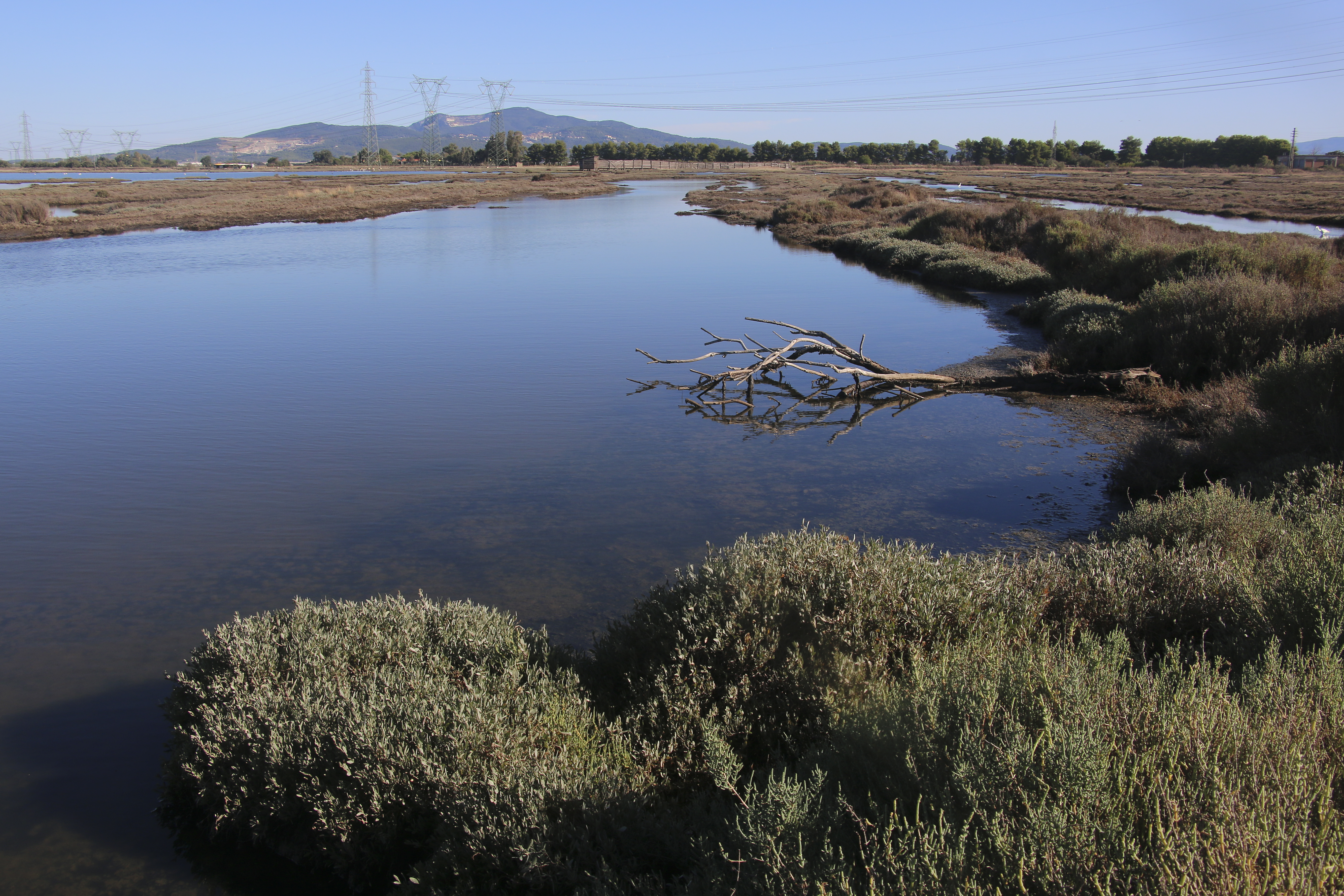